# Grünland bei Bellersheim und Obbornhofen
Grünland bei Bellersheim und Obbornhofen este o arie protejată (arie specială de conservare — SAC, sit de importanță comunitară — SCI) din Germania întinsă pe o suprafață de 54,4 ha, integral pe uscat.

## Localizare
Centrul sitului Grünland bei Bellersheim und Obbornhofen este situat la coordonatele 50°26′45″N 8°49′55″E / 50.4458°N 8.8319°E.

## Înființare
Situl Grünland bei Bellersheim und Obbornhofen a fost declarat sit de importanță comunitară în iunie 2000 pentru a proteja 4 specii de animale. Situl a fost protejat și ca arie specială de conservare în martie 2008.

## Biodiversitate
Situată în ecoregiunea continentală, aria protejată conține 2 habitate naturale: Pajiști uscate seminaturale și facies de acoperire cu tufișuri pe substraturi calcaroase (Festuco-Brometalia) (* situri importante pentru orhidee), Fânețe de joasă altitudine (Alopecurus pratensis, Sanguisorba officinalis).
La baza desemnării sitului se află mai multe specii protejate de  păsări (4): capîntortură (Jynx torquilla), gaia neagră (Milvus migrans), gaia roșie (Milvus milvus), codroșul de pădure (Phoenicurus phoenicurus).
Pe lângă speciile protejate, pe teritoriul sitului au mai fost identificate 2 specii de plante, 1 specie de păsări.